# Yan Buzón
Yan Buzón, vollständiger Name Yan Franco Buzón Barboza, (* 7. April 1993 in Montevideo) ist ein uruguayischer Fußballspieler.

## Karriere
Der 1,73 Meter große Mittelfeldakteur Buzón stand mindestens seit der Apertura im Kader des Club Oriental de Football. In der Spielzeit 2015/16 kam er 13-mal in der Segunda División zum Einsatz und schoss ein Tor. Ende Juli 2016 wechselte er zu Villa Teresa. Während der Saison 2016 absolvierte er dort neun Spiele in der zweithöchsten uruguayischen Spielklasse. Einen Treffer erzielte er nicht.